# Групи Конвея
Групи Конвея — це три введені Конвеєм спорадичні прості групи Co1, Co2 і Co3 разом зі скінченною групою Co0.
Найбільша з груп Конвея, Co0 — це група автоморфізмів ґратки Ліча {\displaystyle \Lambda }. Ця група має порядок
8315553613086720000
Вона не є простою групою. Проста група Co1 порядку
4157776806543360000
визначається як фактор-група групи Co0 за її центром, який складається зі скалярних матриць ±1.
Скалярний добуток на ґратці Ліча визначається як 1/8 суми добутків відповідних координат двох перемножуваних векторів. Це ціле число. Квадратична норма вектора дорівнює скалярному добутку вектора на себе, завжди парне ціле число. Часто говорять про тип вектора ґратки Ліча, що дорівнює половині норми. Підгрупи часто називають згідно з типами відповідних фіксованих точок. Ґратка не має векторів типу 1.
Групи Co2 (порядку 42305421312000) і Co3 (порядку 495766656000) складаються з автоморфізмів {\displaystyle \Lambda }, що зберігають вектори типу 2 і вектори типу 3 відповідно. Оскільки множення на скаляр −1 не зберігає ніякого ненульового вектора, ці дві групи є ізоморфними підгрупам групи Co1.

## Історія
Томас Томпсон розповів, як Джон Ліч приблизно в 1964 році досліджував щільне пакування сфер у евклідових просторах високих розмірностей. Одним із відкриттів Ліча було ґратчасте укладання в 24-вимірному просторі, засноване на тому, що стало називатися ґраткою Ліча {\displaystyle \Lambda }. Він вирішив дізнатися, чи містить група симетрії ґратки цікаві прості групи, але відчув, що йому потрібна допомога когось, більш обізнаного в теорії груп. Він довго шукав таку людину, але математики були зайняті своїми власними завданнями. Подивитися на це завдання погодився Джон Конвей. Джон Ґ. Томпсон заявив, що візьме участь у роботі, якщо Конвей знайде порядок групи. Конвей вважав, що витратить на проблему місяці чи роки, але отримав результат за кілька днів.
Вітт стверджував, що він знайшов ґратку Ліча 1940 року, і натякнув, що обчислив порядок її групи автоморфізмів Co0.

## Мономіальна підгрупа N групи Co0
Конвей розпочав свої дослідження Co0 з підгрупи, яку він назвав N. Це голоморф (розширеного) двійкового коду Голея, поданого як набір діагональних матриць із 1 або -1 на діагоналі, тобто його розширення за допомогою групи Матьє M24 (елементи якої подано як матриці перестановки). N ≈ 212:M24 .
Стандартне подання двійкового коду Голея, використане в цій статті, упорядковує 24 координати так, що 6 послідовних блоків по 4 (тетрад) утворюють секстет.
Матриці групи Co0 ортогональні. Тобто вони залишають скалярний добуток незмінним. Обернена матриця є її транспонованою. Co0 не містить матриць із визначником −1.
Ґратку Ліча можна визначити як Z-модуль, породжений множиною {\displaystyle \Lambda _{2}} всіх векторів типу 2, що складаються з: (4, 4, 022): (28, 016): (−3, 123)
та їх образів під дією N. {\displaystyle \Lambda _{2}} під дією N розпадається на 3 орбіти розміру 1104, 97152 та 98304. Тоді {\displaystyle |\Lambda _{2}|=196560=2^{4}\cdot 3^{3}\cdot 5\cdot 7\cdot 13}. Конвей дуже підозрював, що Co0 транзитивна на {\displaystyle \Lambda _{2}}, більш того, він виявив нову матрицю, не мономіальну і не цілочисельну.
Нехай {\displaystyle \eta } — матриця 4×4
{\displaystyle {\frac {1}{2}}{\begin{pmatrix}1&-1&-1&-1\\-1&1&-1&-1\\-1&-1&1&-1\\-1&-1&-1&1\end{pmatrix}}}
Тепер нехай {\displaystyle \zeta } — 6-блокова матриця з непарним числом {\displaystyle \eta } і {\displaystyle -\eta }. {\displaystyle \zeta } є симетричною та ортогональною матрицею, а отже, являє собою інволюцію. Вона подає вектор між різними орбітами групи N.
Щоб обчислити {\displaystyle |\mathrm {Co} _{0}|}, найкраще розглянути {\displaystyle \Lambda _{4}}, множину векторів типу 4. Будь-який вектор типу 4 є точно одним з 48 векторів типу 4, порівнянних один з одним за модулем {\displaystyle 2\Lambda }, які розпадаються на 24 ортогональні пари {\displaystyle \{v,-v\}}. Набір зі 48 таких векторів називають каркасом (англ. frame). N має орбітою стандартний каркас зі 48 векторів вигляду (±8, 023). Підгрупа, що фіксує заданий каркас, спряжена з N. Група 212, ізоморфна коду Голея, діє як зміна знака векторів каркаса, тоді як M24 переставляє 24 пари каркаса. Co0, як можна показати, транзитивна на {\displaystyle \Lambda _{4}}. Конвей перемножив порядок {\displaystyle 2^{12}|\mathrm {M} _{24}|} група N і число каркасів, останнє дорівнює відношенню {\displaystyle |\Lambda _{4}|/48=8252375=3^{6}\cdot 5^{3}\cdot 7\cdot 13}. Цей добуток є порядком будь-якої підгрупи групи Co0, яка строго містить N. Отже, N є максимальною підгрупою групи Co0 і містить силовські 2-підгрупи групи Co0. N також є підгрупою Co0 всіх матриць із цілими елементами.
Оскільки {\displaystyle \Lambda } включає вектор вигляду (±8, 023), Co0 складається з раціональних матриць, у яких всі знаменники ділять 8.
Найменше нетривіальне подання групи Co0 над будь-яким полем є 24-вимірним, що виникає з ґратки Ліча, і воно точно над полями з характеристикою, відмінною від 2.

## Інволюції в Co0
Будь-яка інволюція в Co0 як можна показати, спряжена елементу в коді Голея. Co0 має 4 класи спряженості інволюцій.
Можна показати, що матриця перестановок вигляду 212 спряжена додекадам. Її централізатор має вигляд 212:M12 і має спряження всередині мономіальної підгрупи. Будь-яка матриця в цьому спряженому класі має слід 0.
Можна показати, що матриця перестановок вигляду 2818 спряжена октаді. Вона має слід 8. Вона та протилежна їй (слід −8) мають спільний централізатор вигляду {\displaystyle (2^{1+8}\times 2).\mathrm {O} _{8}^{+}(2)}, максимальна підгрупа Co0.

## Групи підґраток
Конвей і Томпсон виявили, що чотири недавно знайдені спорадичні прості групи, описані в доповіді на конференції, ізоморфні підгрупам або фактор-групам підгруп Co0.
Конвей сам використовував нотацію для стабілізаторів точок і підпросторів, ставлячи на початку префікс у вигляді крапки. Винятками були •0 та •1, відомі нині як Co0 та Co1. Для цілого {\displaystyle \mathbf {n} \geqslant 2} нехай {\displaystyle {\boldsymbol {\cdot }}\mathbf {n} } означає стабілізатор точок типу n (див. вище) у ґратці Ліча.
Конвей потім ввів назви для стабілізаторів площин, визначених трикутниками, які мають вершиною початок координат. Нехай •hkl буде поточковим стабілізатором трикутника з ребрами (різниці вершин) типу h, k і l. У найпростіших випадках Co0 транзитивна на точках або трикутниках і групи стабілізаторів визначено з точністю до спряженості.
Конвей ототожнив •322 з групою Маклафліна McL (порядок 898128000), а •332 з групою Гігмана — Сімса HS (порядок 44352000). Обидві нещодавно виявлено.
У таблиці наведено деякі групи підґраток:
| Назва | Порядок           | Структура         | Приклад вершин                |
| ----- | ----------------- | ----------------- | ----------------------------- |
| •2    | 218 36 53 7 11 23 | Co2               | (−3, 123)                     |
| •3    | 210 37 53 7 11 23 | Co3               | (5, 123)                      |
| •4    | 218 32 5 7 11 23  | 211:M23           | (8, 023)                      |
| •222  | 215 36 5 7 11     | PSU6(2) ≈ Fi21    | (4, −4, 022), (0, −4, 4, 021) |
| •322  | 27 36 53 7 11     | McL               | (5, 123), (4, 4, 022)         |
| •332  | 29 32 53 7 11     | HS                | (5, 123), (4, −4, 022)        |
| •333  | 24 37 5 11        | 35 M11            | (5, 123), (0, 212, 011)       |
| •422  | 217 32 5 7 11     | 210:M22           | (8, 023), (4, 4, 022)         |
| •432  | 27 32 5 7 11 23   | M23               | (8, 023), (5, 123)            |
| •433  | 210 32 5 7        | 24.A8             | (8, 023), (4, 27, −2, 015)    |
| •442  | 212 32 5 7        | 21+8.A7           | (8, 023), (6, −27, 016)       |
| •443  | 27 32 5 7         | M21:2 ≈ PSL3(4):2 | (8, 023), (5, −3, −3, 121)    |

## Дві інші спорадичні підгрупи
Дві спорадичні підгрупи можна визначити як фактор-групи стабілізаторів структур на ґратці Ліча. Ототожнення R24 з C12 і {\displaystyle \Lambda } з
{\displaystyle \mathbf {Z} \left[e^{{\frac {2}{3}}\pi i}\right]^{12},}
результуючою групою автоморфізмів (тобто групою автоморфізмів ґратки Ліча, що зберігають комплексну структуру), коли ділиться на шестиелементну групу комплексних скалярних матриць, дає групу Судзукі Suz (порядку 448,345,497,600). Цю групу виявив 1968 року Мітіо Сузукі.
Подібна побудова дає групу Янко J2 (порядок 604800) як фактор-групу кватерніонних автоморфізмів {\displaystyle \Lambda } за групою скалярів ±1.
Сім простих груп, описаних вище, включають те, що Роберт Гріс назвав другим поколінням щасливої родини, яке складається з 20 простих спорадичних груп, знайдених у монстрі. Деякі з семи груп містять щонайменше деякі з п'яти груп Мат'є, які становлять перше покоління.

## Ланцюжок Сузукі добутку груп
Co0 має 4 класи суміжності елементів порядку 3. В M24 елемент вигляду 38 утворює групу, нормальну в копії S3, яка комутує з простою підгрупою порядку 168. Прямий добуток {\displaystyle \mathrm {PSL} (2,7)\times \mathrm {S} _{3}} M24 переставляє октади тріо і переставляє 14 додекадних діагональних матриць у мономіальній підгрупі. У Co0 цей мономіальний нормалізатор {\displaystyle 2^{4}\colon \mathrm {PSL} (2,7)\times \mathrm {S} _{3}} розширено до максимальної підгрупи вигляду {\displaystyle 2.\mathrm {A} _{9}\times \mathrm {S} _{3}} де 2.A9 є подвійним накриттям знакозмінної групи A9.
Джон Томпсон вказав на те, що було б плідним вивчення нормалізаторів малих груп вигляду 2.An. В такий спосіб знайдено деякі максимальні підгрупи Co0. Більш того, дві спорадичні групи з'являються в результуючому ланцюжку.
Існує підгрупа {\displaystyle 2.\mathrm {A} _{8}\times \mathrm {S} _{4}}, єдина в цьому ланцюжку не максимальна в Co0. Далі йде підгрупа {\displaystyle (2.\mathrm {A} _{7}\times \mathrm {PSL} _{2}(7))\colon {2}}. Наступною йде {\displaystyle (2.\mathrm {A} _{6}\times \mathrm {SU} _{3}(3)):2}. Унітарна група {\displaystyle \mathrm {SU} _{3}(3)} (порядок 6,048) пов'язана з групою автоморфізмів графа з 36 вершинами, передбачаючи наступну підгрупу. Ця підгрупа — {\displaystyle (2.\mathrm {A} _{5}\circ \mathrm {2.HJ} ):2}, де з'являється група Янко J2. Згаданий граф розширюється до графа Голла — Янко зі 100 вершинами. Наступною йде {\displaystyle (2.\mathrm {A} _{4}\circ 2.\mathrm {G} _{2}(4)):2}, група G2(4), яка є винятковою групою лієвого типу.
Ланцюжок завершує 6.Suz:2 (Suz=спорадична група Судзукі), котра, як згадано вище, зберігає комплексне подання ґратки Ліча.

## Узагальнений Monstrous moonshine
Конвей і Нортон припустили в статті 1979 року, що для інших груп можливий аналог Monstrous moonshine. Лариса Квін та інші послідовно виявили, що можна побудувати розширення багатьох головних модулів (в англійській літературі використовується запозичений з німецької мови термін Hauptmodul, буквально — головний модуль) із простих комбінацій розмірностей спорадичних груп. Для груп Конвея відповідні ряди Маккея — Томпсона — це {\displaystyle T_{2B}(\tau )} ={1, 0, 276, −2048, 11202, −49152, …} ( A007246) і {\displaystyle T_{4A}(\tau )} ={1, 0, 276, 2048, 11202, 49152, …} ( A097340), де постійний член a(0)=24 ,
{\displaystyle {\begin{aligned}j_{4A}(\tau )&=T_{4A}(\tau )+24\\&=\left({\frac {\eta ^{2}(2\tau )}{\eta (\tau )\,\eta (4\tau )}}\right)^{24}\\&=\left(\left({\frac {\eta (\tau )}{\eta (4\tau )}}\right)^{4}+4^{2}\left({\frac {\eta (4\tau )}{\eta (\tau )}}\right)^{4}\right)^{2}\\&={\frac {1}{q}}+24+276q+2048q^{2}+11202q^{3}+49152q^{4}+\dots \end{aligned}}}
і {\displaystyle \eta (\tau )} є ета-функцією Дедекінда.